# 釜山橋頭堡の戦い
釜山橋頭堡の戦い（プサンきょうとうほのたたかい, 英語: Battle of Pusan Perimeter）は、朝鮮戦争中の1950年の8月から9月にかけて、釜山付近に集結したアメリカ軍を主力とする国連軍と、朝鮮半島の大部分の地域を制圧していた朝鮮民主主義人民共和国軍（北朝鮮軍）の間で行われた戦闘である。
第8軍司令官ウォルトン・ウォーカー中将が、朝鮮半島の過半を北朝鮮軍が手中にしている状況で、全前線を後退させることで戦闘正面を縮小して兵力を集中させる「朝鮮戦争で一番重要な判断と決心」を行い、これを実行した。
この戦闘により、国連軍は、1950年9月10日に開始された仁川上陸作戦の成功により反撃に転じるまでの間、釜山を保つことに成功した。

## 経緯

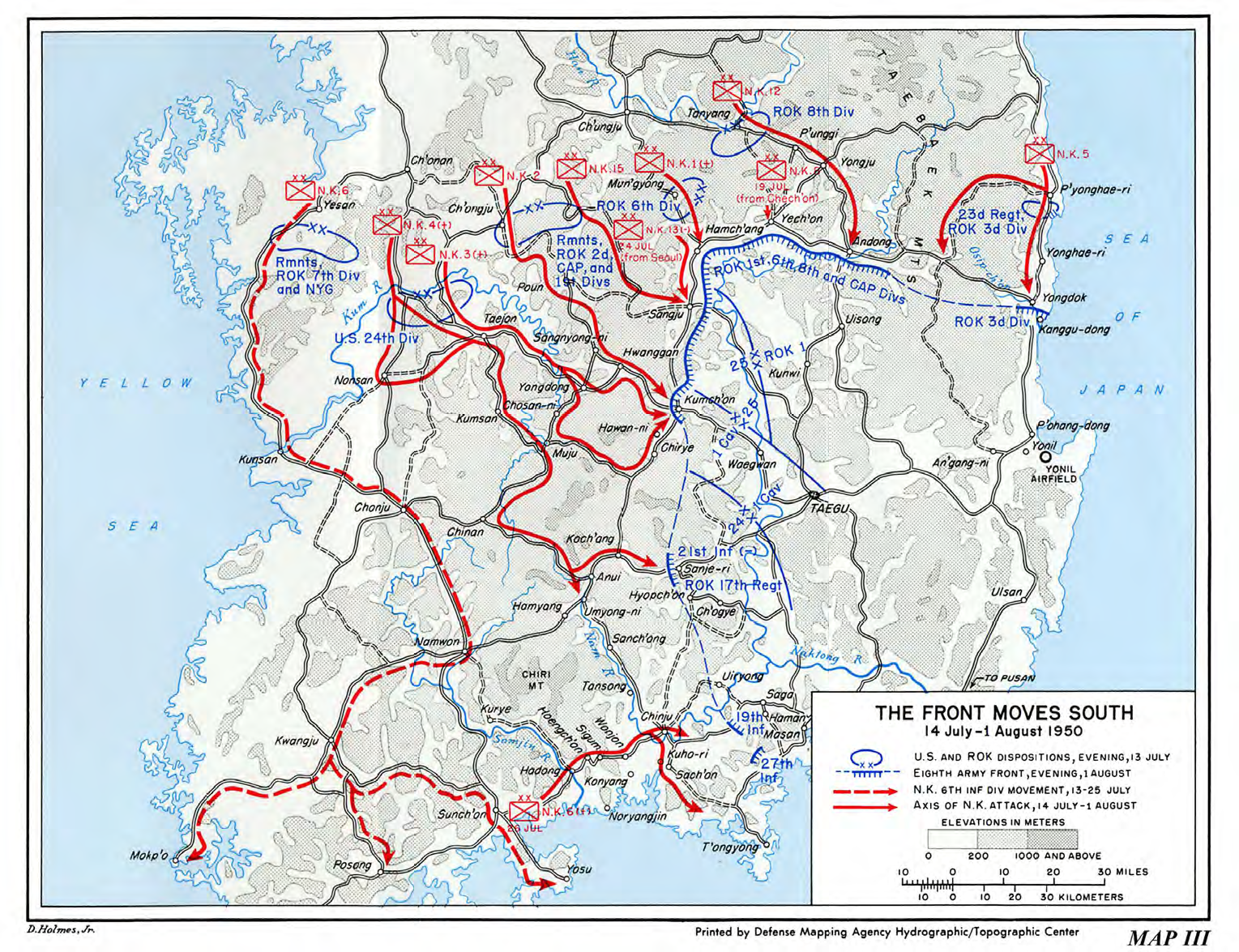
8月に至るまでの人民軍の南侵経過

1950年6月25日の北朝鮮の奇襲攻撃による開戦以来、大田の戦いに至る遅滞戦闘でアメリカ軍は大きな損害を受けていた。
ソウルと釜山のほぼ中間点にある大田（テジョン）は京釜本道や京釜線が通る交通の要衝で、ソウルを追われた大韓民国（韓国）政府の臨時首都でもあった。アメリカ軍、韓国軍は大田を中心として北朝鮮軍を迎え撃ったが7月20日に北朝鮮軍2個師団の包囲攻撃で陥落して、韓国政府は大邱（テグ）に後退した。
開戦から戦い続けていたアメリカ軍第24歩兵師団は一連の戦闘で兵力の45％（7,305名）、装備の60％を喪失し、師団長であるディーン少将が捕虜になる大敗を喫した。

### 北部の防御戦闘
在日米海軍辻堂演習場で上陸訓練を行った第1騎兵師団（ゲイ少将）は、7月15日、横須賀を出航した。水陸両用戦群の第90任務部隊（TF-90、ドイル少将）により7月18日に浦項（ポハン）に到着。同日夜半までに約1万名の兵員、約2,000両の車両、約2,800トンの資材が揚陸された。
第1騎兵師団は大田の防御戦闘への展開を意図し上陸したが、到着する前に大田は陥落した。そのため、永同（ヨンドン）方面を、第25歩兵師団（キーン少将）は尚州（サンジュ）正面を、韓国軍は咸昌（ハムチャン）−安東（アンドン）−盈徳（ヨンドク）を防御することになった。
永同の第1騎兵師団は戦力が揃わず、避難民に紛れて襲撃してくるゲリラへの対策に苦慮し、また北朝鮮軍に包囲されかかったために、7月29日に金泉に後退した。尚州正面の第25歩兵師団は、第27連隊（マイケレス中佐）が4日間の効果的な遅滞戦闘で北朝鮮第2師団に大きな損害を与えた。
韓国軍は、首都師団（金錫源准将）と第2師団が第1軍団（金弘壹少将）を構成して洛東江北岸の安東地区の防御を行った。北朝鮮軍は第2軍団の第12師団が安東を強襲したが、韓国第1軍団を撃破できずにいた。しかし韓国軍は8月に安東を撤退して洛東江防御線の陣地に移動した。

### 西側面の防御戦闘
事態は急速で、7月20日から7月23日にアメリカ軍は空中偵察により群山から全州（チョンジュ）に東進する北朝鮮第4師団を発見した。この大部隊を放置すれば兵力が少ない西側面から釜山が危険にさらされることが判った。第8軍司令官ウォルトン・ウォーカー中将は、大損害により7月22日に予備兵力とされたばかりであった第24歩兵師団に西側面への移動を命じた。また、在沖縄アメリカ軍も、訓練を行う間もなく朝鮮半島に急送され西側面に投入された。

#### 河東峠の戦い（第29連隊第3大隊）
アメリカ軍第29連隊は沖縄で兵員未充足の状態にあったが、7月12日に「6週間の訓練を受けた後に」朝鮮半島に移動する予定の命令を受けた。しかし第8軍の援軍要請により実戦投入の前に訓練を行う時間の余裕はなかった。
7月20日にアメリカ本土から到着した新兵400名で第1・第3大隊を定員（883名）に充足させると、7月21日には「釜山で10日間の訓練を行う」予定で第1・第3大隊のみの編成で那覇を出発した。7月24日に釜山に到着したが、受領した火器の調整点検などを3日間の訓練期間に行うはずが、直ちに晋州に前進し第24歩兵師団の指揮下に入る命令を受け、点検も行わずに列車で出発した。7月25日の午後に晋州に到着すると、第19連隊（ムーア大佐）の指揮の下、第1大隊（ウィルソン中佐）は安義地区の防御を、第3大隊（モット中佐）は北朝鮮軍の接近経路の集約点になっている河東（ハドン）の奪取を命ぜられた。
河東攻撃は晋州防衛のための時間稼ぎのためであった。第3大隊長モット中佐は、砲兵の援護もなく兵員も訓練不足のため、進撃せず防御戦を行う意見だったがこれは容れられなかった。第3大隊は7月26日の午前0時30分に晋州を出発したが、中途に北朝鮮軍の大部隊が存在する情報を得た。副大隊長のライブル少佐が再度の防御戦の具申を行ったが、ムーア大佐には認められなかった。
第3大隊は行軍中に戦術航空統制班が追加され、7月27日に空軍が行う河東爆撃の後に攻撃を開始することとなった。しかし行軍中に北朝鮮第6師団（方虎山少将）の待ち伏せ攻撃にあった。北朝鮮第6師団は河東付近で兵力を二分し、一部を河東へ、主力を河東峠に配置してアメリカ軍を待ち伏せていた。高地からの待ち伏せ攻撃による最初の一撃で大隊本部の過半の将校が負傷した。
大隊には朝鮮戦争開戦時の韓国陸軍参謀総長で6月30日に解任された蔡秉徳少将が通訳兼ガイドとして同行していたが、蔡少将もこのとき戦死した。これは朝鮮戦争初期の国連軍将官の被害、ディーン少将に続く2人目の被害であった。
戦術航空統制班の無線車や大隊の指揮車も破壊され、指揮官を失った部隊は潰走した。

#### 安義の戦い（第29連隊第1大隊）
7月27日、第29連隊第1大隊は、2個中隊が安義を包囲した北朝鮮第4師団と市街戦を行ったが、7月28日未明に壊乱した。北朝鮮軍の接近を察知した大隊は山清に後退した。第29連隊第1・第3大隊は解体され、兵員は第19連隊に吸収された。

#### 居昌の戦い（第34連隊）
7月28日、第34連隊（ビューチャンプ大佐）は装備が著しく不足していたが、居昌に接近する北朝鮮軍を第4師団の一部のみであると考えていた第8軍と第24歩兵師団は、第34連隊のみで防御できると考えていた。
居昌は広い谷の中にある街で、街全体を確保しようとすると敵に包囲されかねなかった。第34連隊は居昌周辺に円形陣地を設けていたが、連隊全部が包囲されることを恐れたビューチャンプ大佐は居昌を放棄して高地に移動することを考えていた。しかし第24歩兵師団（ジョン・H・チャーチ少将）はこれを認めなかった。
7月29日午前4時、北朝鮮軍は包囲攻撃を開始した。急襲された居昌東端の第1大隊がパニックから無断撤退。居昌西端の第3大隊も砲撃支援を得られず無断で撤退した。居昌は北朝鮮第4師団に占領された。
居昌を失ったことで、釜山を守る西側面に大きく穴が空いた。第8軍のウォーカー中将は全予備兵力をここに投入することを決意し、開戦から転戦していた精鋭の韓国第17連隊（白仁燁大佐）が北部戦線から転用されるなどした。

#### 晋州の陥落（第19連隊）
第19連隊は、7月16日の大坪里の戦いにおいて第1大隊が壊滅していたため、大田の戦いでは第2大隊（マックグレィル中佐）のみが第34連隊（ビューチャンプ大佐）の指揮下に戦闘に参加していた。その後再編成を行ない、この時点では晋州において第1大隊（リー中佐）と第2大隊（マックグレィル中佐）に第29連隊の残存が加わるなどして、総員で1,000名足らずになっていた。しかし対する北朝鮮軍を第4師団の一部のみであると判断しており、防御可能だと考えていた。晋州の防御は重視されており、日本の兵器廠にあったものを修理して朝鮮半島に急送したM26パーシングが3輌配備されていた。
北朝鮮軍は7月29日の正午頃、晋州の西南10キロメートル付近で中隊を撃退すると、30日の早朝には第2大隊の正面を北上した。包囲を恐れた第2大隊は南江東岸に後退した。30日の夕方から第2大隊への攻撃が開始され、31日午前5時、大隊主力の陣地に北朝鮮兵が突入した。
7月31日の午前6時頃、晋州市街は北朝鮮軍の戦車、自走砲の射撃を受けるようになり、午前6時45分に第19連隊は後退、晋州を失った。3輌のM26パーシングは機関の不調から遺棄された。

### 馬山の防御

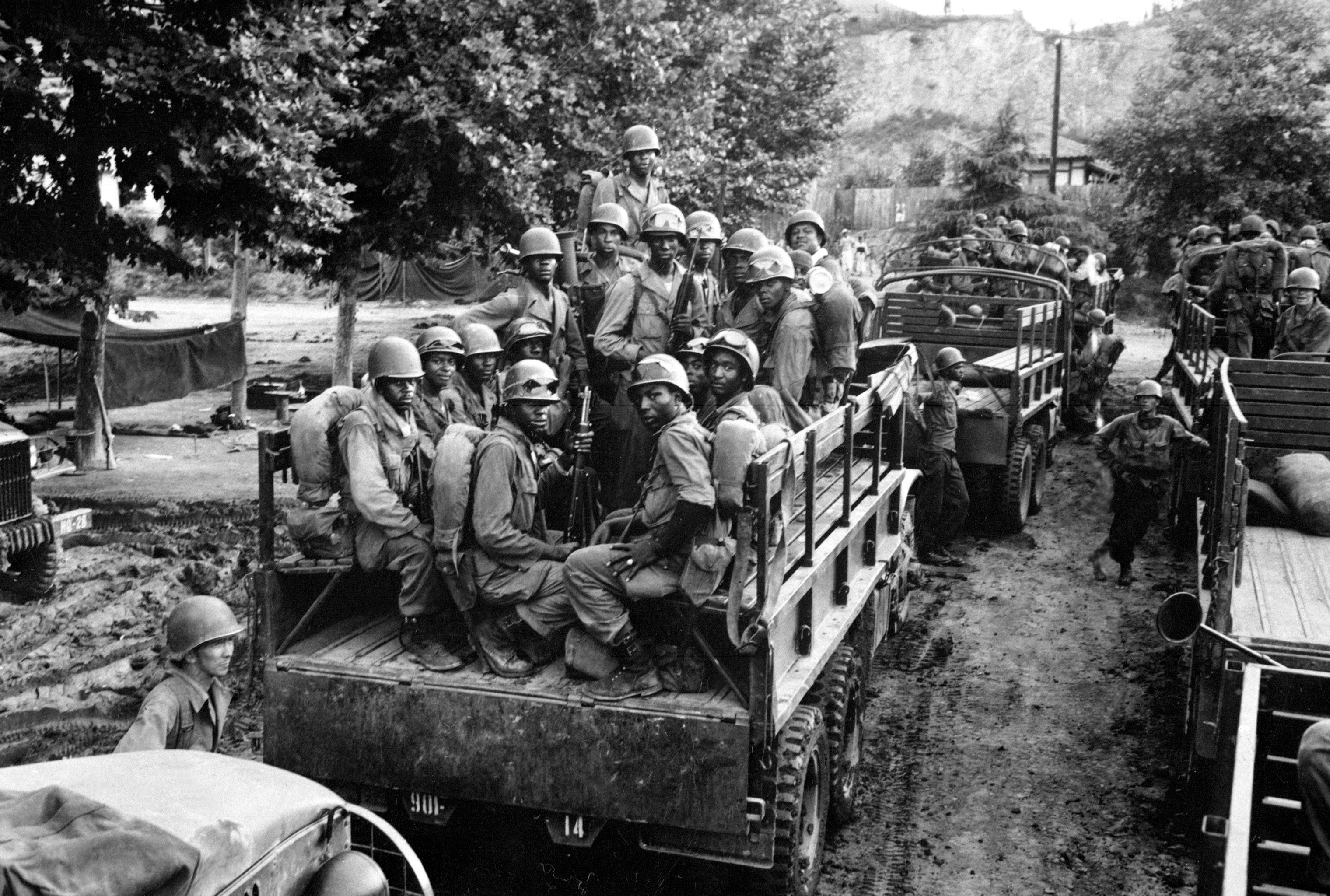
馬山に向かう第25歩兵師団隷下の第24連隊。

釜山西方45キロメートルの馬山の防御は焦眉の急となった。7月30日、第8軍は唯一の予備兵力として漆谷郡倭館に集結していた第27連隊を馬山に投入することを決定した。馬山正面には北朝鮮第6師団が確認された。
8月1日に尚州南側で防御中の第25歩兵師団が馬山に転用された。これは240キロメートルを36時間で鉄道輸送される素早いものであった。
7月23日にハワイを出発して7月31日に釜山に到着した第5連隊戦闘団と第8072戦車大隊A中隊のM26パーシング14輌も、ともに8月3日に馬山に到着して第24歩兵師団、次いで第25歩兵師団の指揮下に入った。

## 釜山円陣
7月26日、第8軍司令官ウォーカー中将は、戦線を縮小するための後退準備命令を発した。
7月27日、ダグラス・マッカーサー元帥が乗機「バターン号」で大邱に訪問すると、ウォーカーと秘密会談を行った。マッカーサーは第8軍を督励すると、第二次世界大戦初頭にイギリス軍がドイツ軍によりヨーロッパ大陸から追い落とされた際の撤退作戦になぞらえ「韓国にダンケルクはない」と訓示し、撤退しない方針を示した。
7月31日、晋州の陥落により、錦江から小白山脈における西南部戦線の状況が判明した。捕虜の証言と無線傍受情報によって西南部戦線に北朝鮮軍2個師団が存在することが判った。なかでもその所在が判らなかった北朝鮮第6師団が朝鮮半島南部の海岸線を東進して馬山に迫っていた。この情報から、ウォーカーは兵力不足から西南部戦線での防御を断念した。ウォーカーの重大な決心により、麾下のアメリカ軍、韓国軍の全戦線で洛東江（ナクトンガン）東岸に後退するように命令した。各師団には8月1日に下達され8月2日から後退を開始した。
事態は急変しており、9月中旬の実行を立案されていたクロマイト作戦で上陸部隊に充てられる予定であった部隊を釜山に配備することとなり、日本に駐留していた部隊やヨーロッパに増派する予定だった部隊も朝鮮半島に投入した。アメリカ軍の戦争指導計画は大きく変更された。
アメリカ本土からの増援部隊が7月31日から続々と釜山港に到着予定であり、増援部隊が釜山に上陸するのが先か、北朝鮮軍が釜山を陥落させるのが先かという状態は、まさに時間との戦いであった。

### 洛東江防御線
洛東江防御線は、慶尚北道から慶尚南道にかけて北から南に流れる洛東江を南北約135キロメートルの線、大邱の北方から日本海に向けて東進した東西約90キロメートルの線で朝鮮半島南部の要地を包み、この範囲にアメリカ軍、韓国軍共に後退した。
洛東江防御線はその約4分の3の場所で洛東江を障害として利用可能で、渡河能力の低い北朝鮮軍には効果的な陣地だった。また大邱と馬山を内包していることは政治的にも心理的にも重要で、範囲内の交通網を用いることで兵力の移動が容易で反撃に有利であった。北側の防御線では釜山の補助港として重要な浦項と、前線航空基地で、海軍の空母艦載機の緊急着陸場として重要だった延日（ヨンイル）飛行場を内包した。河川を防御に使うことで上空からの目標線にもなり、航空支援も行いやすかった。
ウォーカーは防御陣地の構築にあたり、
- 薄い前哨地帯を築き、その後方に強力な予備の機動部隊を配す
- 敵戦車の攻撃ルートに対し砲撃準備を整えておく
- 大隊以下の規模の防御陣地では、鉄条網に囲まれた縦深陣地を作り地雷を埋設する

などの基準を設けた。
ウォーカーは司令部にほとんどおらず、上空から敵陣を偵察した。パイロットは「撃たれるまで近づけ」と命令されており、危険なほど低空を飛行した。偵察が終わると2台のジープで隊列を作り安全速度を超えるスピードで釜山橋頭堡内を走りまわり、各前線で状況の把握に努めた。ジープには地雷対策に車体下面に装甲板を貼り、手すりと周囲を見渡す昇降台が追加され、ボンネットにブービートラップを切断するためのワイヤー・カッターを取り付けていた。

### 橋の破壊
安東の南にかかる橋の爆破では、渡河に間に合わなかった韓国軍部隊が装備を捨て河中を渡ろうとしたが、急流に溺死したり、追尾してきた北朝鮮軍に銃撃されるものがあった。アメリカ軍の後退の際、第1騎兵師団は倭館の北側で洛東江にかかる人道橋を爆破したが、橋の上にいた複数の避難民が巻き添えとなり、1950年6月の漢江の悲劇が再現された。

### 釜山橋頭堡への補給

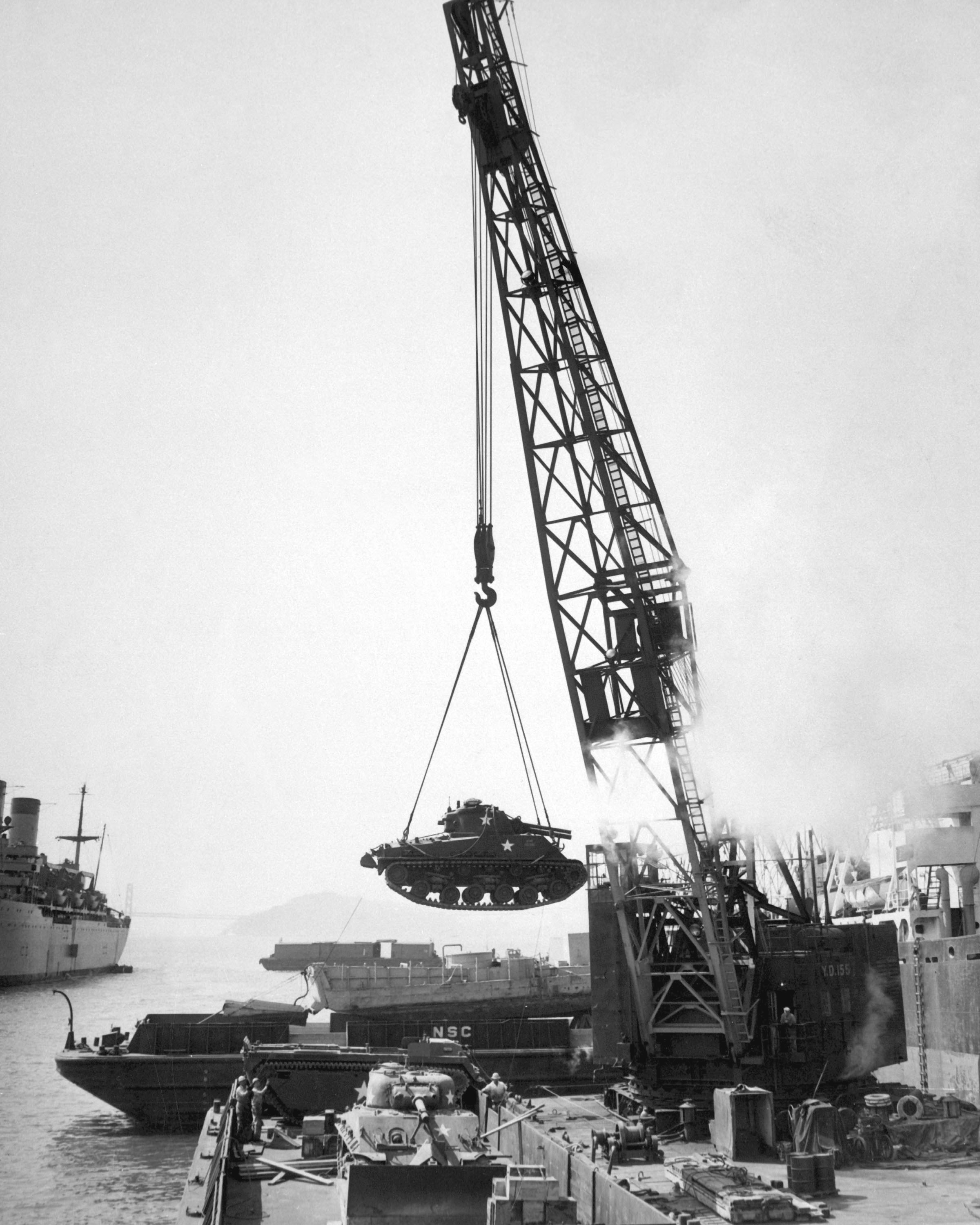
釜山港で陸揚げされる戦車

朝鮮戦争開始時、北朝鮮軍はソ連から供与された100機以上のレシプロ作戦機を展開させていたが、緒戦段階からアメリカ軍の航空勢力が優勢で、7月にはアメリカ軍に制空権を握られていた。これは海上の制海権も同様で戦争全般において制空権・制海権ともに国連軍の手にあった。
制空権・制海権を確保した国連軍は膨大な補給品を湯水のように流し込んだ。7月中に揚陸された物資は31万容積トン、7月下旬に釜山に入港した貨物船は230隻（1日平均16隻）になった。緊急で必要になったM20 スーパー・バズーカ（3.5インチロケットランチャー）や空軍用の新型ロケット弾などはアメリカ本土から空輸された。
ただし、第8軍が開戦から釜山橋頭堡確保までに消費した弾薬は、日本防衛用に日本本土に備蓄していたもので、続く激戦のため9月上旬には一門あたりの1日の使用量は25発から50発に制限された。欧州戦線で一門あたりの1日の補給量が少なくて100発、多いと200発だったアメリカ軍にとって、この補給量は少なすぎた。アメリカ本土からの弾薬船が釜山に到着し始めたのは8月末頃からで、弾薬の不足はすぐには解決しなかった。

### 北朝鮮軍の状況
北朝鮮軍は、国連軍制空権下での1ヶ月余の300キロメートルにおよぶ攻勢で大きな損害を受けていた。開戦時に150輌あった戦車は40輌以下になり、兵士の損害は7月初めまでで5万8千人に達していた。実際のところ8月上旬には国連軍が二倍の兵力を持ち戦力は国連軍が優勢だったが、国連軍は北朝鮮軍の被害見積もりを過小に行い、北朝鮮軍が数的優勢にあると考えていた。
北朝鮮軍の占領地では強制的な志願や街頭での連行、家宅捜索による強制徴募が行われ、推定で6万人から12万人が兵士として前線に投入された。ソウルでは1万6千人の学生が「義勇軍」に徴募された。

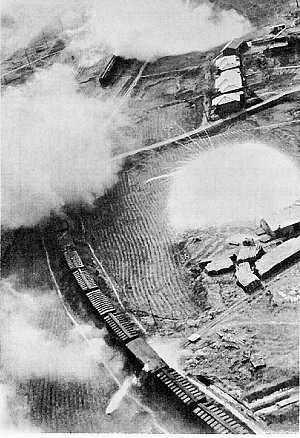
ロケット弾とナパーム弾により攻撃される北朝鮮の列車

朝鮮半島の北からの交通網はソウルに一度集中して通過する形でくびれており、ソウルから放射状に南下していた。国連軍はこの補給路に熾烈な阻止攻撃を行った。制空権を確保した国連軍は北朝鮮軍の補給を妨害するために、朝鮮半島の道路・鉄道網に爆撃を繰り返し、多数の橋が破壊された。8月2日からは38度線以北への爆撃も開始され、8月末までに主要道路の80パーセントを破壊した。
しかし航空攻撃には限界があり北朝鮮軍の補給を完全には阻止できなかった。北朝鮮軍は占領地で大量に強制動員した市民30万人を労役人夫とした人海戦術で補給品の運搬を行っており、小火器の弾薬など軽量物の補給には十分だった。夜間には列車の運行や自動車による輸送も行われ最低限の補給は維持され、相当数の戦車や野砲が補給された。だが食糧は作戦地が山間部に入ると現地調達が難しくなり、作戦時期も端境期で糧米も入手できなかった。兵士への食糧の供給は各師団とも2分の1から3分の1まで供給量が減った。折からの猛暑の影響もあり、兵士の体力は限界まで低下した。
北朝鮮本土に対してはB-26やB-29による戦略爆撃が操車場や精油所などに行われ、北朝鮮の戦争遂行能力を破壊した。

### ゲリラ活動と難民
ゲリラ活動の多さから洛東江東岸では住民が強制的に立ち退かされた。北朝鮮から逃れてきた避難民も洛東江を渡ることが出来ずに洛東江西岸で立ち往生したが、それでも釜山橋頭堡の中には70万人から80万人の難民がいた。釜山橋頭堡の中では、通信施設の破壊、補給路への襲撃、後方指揮所への攻撃などのゲリラ活動が行われ、馬山市内で第25歩兵師団のキーン少将が狙撃される事件も発生した。
開戦前から釜山北方の山岳地帯で活動していたゲリラのほか、ゲリラ訓練を受けたコマンド部隊（第766部隊など）、北朝鮮各師団が派遣した便衣隊などが侵入していた。国連軍の推定でその総数は3万人ともされたが実体は定かではなかった。国連軍は8月上旬から9月中旬にかけて約4,000人のゲリラを捕殺したが、釜山橋頭堡内での避難民の問題やゲリラの扇動によるストや暴動などにも警戒する必要があった。
これらゲリラにアメリカ軍は緊張を強いられたが、北朝鮮訛りが韓国人には区別できたため、韓国軍の管轄する地域では成果をあげられなかった。

## 8月の攻防戦

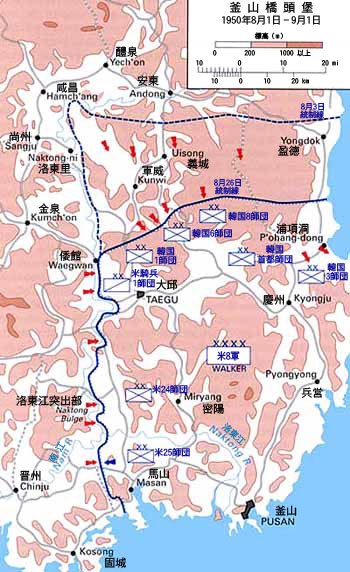
1950年8月の戦線

北朝鮮軍は8月5日から8月24日にかけて、国連軍の背水の陣となった釜山橋頭堡へ各所で攻勢に出た。この8月攻勢で北朝鮮軍は8月15日の解放記念日までの釜山陥落を目指し激しい攻撃を行った。防御側の国連軍は絶対的な制空権と制海権を維持し、朝鮮戦争で初めて濃密な海空支援を受けることができた。
8月18日朝には韓国臨時政府がある大邱が初めて砲撃された。避難民が流入し人口が70万人まで増加していた大邱では韓国政府が釜山へ遷都を発表し、市民はパニックになった。道路に避難民が溢れ、第一線の兵士の士気にも影響を与えた。
北朝鮮軍は洛東江防御線に沿って南から第1軍団（金雄中将）の第6師団、第4師団、第3師団、第10師団（予備）、第2軍団（金武亭中将）の第15師団、第13師団、第1師団、第8師団、第12師団、第5師団の順に配置した。これに第7師団が8月15日、第9師団が8月25日に加わり、歩兵13個師団、機甲1個師団、機甲2個旅団、合計約9万8千人が展開した。

### キーン作戦
8月7日、国連軍は最初の反撃を行った。馬山正面の北朝鮮第6師団（7,500人）を撃破して釜山西部を安全にすることと、大邱への圧力を緩和するためであった。第25歩兵師団や第5連隊戦闘団など合計2万4千人、戦車部隊として合計101輌のM4A3とM26パーシングがキーン支隊を構成した。鎮海湾に展開した空母からはF4Uコルセアが支援にあたった。この戦力をもって、3方向から晋州峠、泗川（サチョン）を目指して攻撃を開始した。
しかし、キーン支隊のこの攻勢は北朝鮮第6師団の攻撃と衝突して主補給路が遮断される等の混戦となった。戦線は前線も後方も区別がつかないほど、彼我は入り乱れていた。8月9日、ようやく補給路を啓開すると各攻撃縦隊の突進は順調に進展し、8月11日には海兵隊が固城（コソン）、第35連隊は晋州峠を占領した。しかし山間部でゲリラ的戦法を行った北朝鮮軍に対してアメリカ軍は戦車を活用することが出来ず、8月12日には海兵隊が泗川南側で待ち伏せを受け、中央を進撃した第24連隊が鳳岩里（ポンアムニ）で襲撃を受け、砲兵2個大隊が壊滅した。キーン支隊は北朝鮮第6師団に4千人以上の損害を与えたが、キーン支隊も損害を受け、第8軍は8月13日にキーン作戦を中止、8月16日にキーン支隊は編組を解かれた。国連軍は馬山の北朝鮮軍を撃破することは出来ず、北朝鮮軍はこの攻勢に対して大邱の部隊を転用しなかったため、大邱正面の兵力を吸収する目的も達成できなかった。結果、北朝鮮軍の攻撃を撃退して馬山を安全にすることは出来たが作戦は失敗とされた。
方虎山少将の率いる北朝鮮第6師団はキーン作戦で大きな損害を受けたが、その後、9月20日まで続く山地の争奪戦を戦うことになった。

### 霊山の戦い（洛東江突出部）

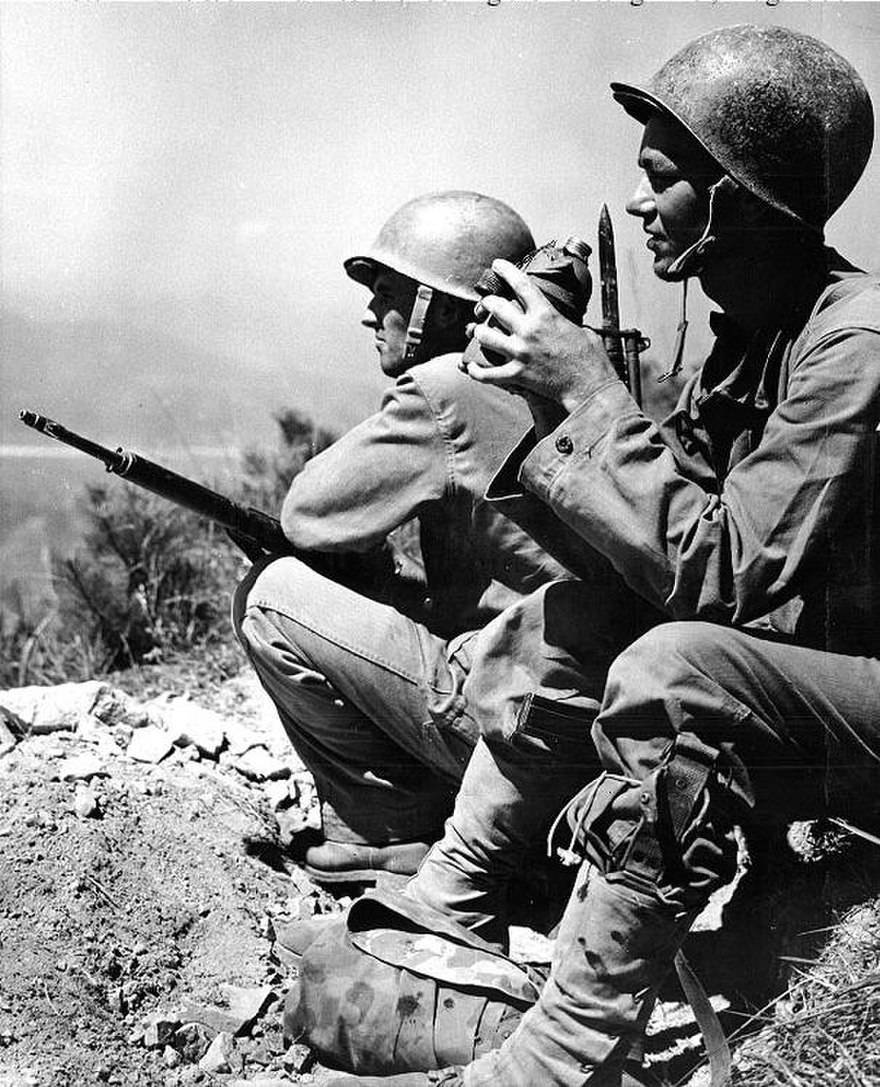
洛東江を見下ろす海兵隊兵士（8月19日撮影）

防御線を形成する洛東江は馬山北方の霊山（ヨンサン）地区西方で西に突き出るように曲がっており、洛東江突出部（ナクトンガン・バルジ）と呼ばれた。ここは連戦で戦力を減少させたアメリカ第24歩兵師団が担当する地区で、北朝鮮第4師団（李権武少将）の進撃ルートだった。第24歩兵師団は展開にあたって洛東江の河岸から8キロメートルの範囲で住民を強制的に退去させ、多くの避難民が発生した。第4師団は補給難で士気が低下していたが、第24歩兵師団も開戦来の損害で戦力を減少させていた。
8月6日、北朝鮮第4師団は霊山へ向かう渡河攻撃を開始した。未明に開始された渡河はアメリカ兵に察知されず奇襲は成功した。アメリカ軍の戦力は不足しており、折からの猛暑で兵士も消耗していた。アメリカ第24歩兵師団は第9連隊（ヒル大佐）を増派に受け反撃を行ったが撃退され、北朝鮮軍は渡河二日目には突出部東岸に橋頭堡を確保した。8月10日には重機関銃や榴弾砲などの重装備を渡河させた。第4師団は数日で師団全力を渡河させ、霊山は危急に陥った。
アメリカ軍は統一指揮が執れていなかったため、先任の第9連隊長ヒル大佐を長として突出部の部隊をヒル支隊と称した。
8月13日、予備兵力だった第27連隊が投入され、霊山東側の高地を奪取して周辺を掃討し、第24歩兵師団の危機は回避された。第27連隊は予備兵力として大邱に移動し、多富洞（タブドン）での戦闘に投入された。
連日の戦闘で第24歩兵師団は戦力を20パーセントまで低下させ、8月15日に攻撃を断念し防御戦闘に移行した。しかし、対する北朝鮮第4師団も渡河点への空爆や阻止砲撃のために補給は滞った。弾薬類が不足し食糧は切り詰められ、士気、体力が大きく低下していた。衛生材料も不足して負傷兵の治療も出来ず、労役に使っていた強制徴募兵は戦況の悪化と共に多くが脱走した。
第8軍は第5海兵連隊（マレィ中佐）を投入すると、北朝鮮軍は8月18日に洛東江西岸に駆逐された。最精鋭部隊であった北朝鮮第4師団は大損害を受け、その後は洛東江での戦闘に参加できなかった。

### 錦舞峰の戦い
8月9日午前3時、北朝鮮第3師団第7連隊が倭館南方で奇襲渡河に成功し、倭館-大邱を俯瞰する錦舞峰（標高268メートル）に進出した。30分後、主力の第3師団第8・第9連隊が渡河を開始したがこれは第1騎兵師団の砲撃により撃退され、渡河に失敗した第8・第9連隊は戦力の大半を失った。8月10日、第7騎兵連隊第1大隊（クライノス大隊）は砲爆撃と突撃により錦舞峰を奪回し第3師団第7連隊を壊滅させ、大邱への危機を排除した。渡河に成功した北朝鮮軍1,000名のうち約700名が死傷した。

### 竜浦の戦い
予備兵力だった北朝鮮第10師団は、第3師団の渡河攻撃に呼応し、倭館北方で渡河し共同で大邱へ攻撃する命令を受けていた。しかし8月9日から8月10日にかけて行われた第3師団の渡河攻撃は失敗したため予定は変更され、第10師団は大邱南方の高麗付近に移動し準備不足のまま渡河を実施することとなった。
8月12日午前0時、アメリカ第1騎兵師団とアメリカ第24歩兵師団の担当するエリアの中間点で寄せ集め部隊しかいなかった玄風（ヒョンプン）の北で北朝鮮第29連隊が奇襲渡河した。第24歩兵師団は洛東江突出部で激戦を繰り広げている最中であったこともありまともな戦闘は起こらず成功した。北朝鮮軍は玄風に橋頭堡を確保したが、第8軍も第24歩兵師団もこれに直ちに対処する兵力を持っていなかった。玄風からは大邱の西南側に進出しやすく、また洛東江突出部で戦闘を行っている第24歩兵師団の右側背に迫ることも出来たことから、第8軍の憂慮は大きかった。
一方、8月12日午前3時、北朝鮮第25連隊がアメリカ第7騎兵連隊第2大隊が担当する竜浦橋付近で渡河を開始した。この渡河は深い霧に遮られ発見されずたちまち激戦が発生したが、北朝鮮軍の後続兵力は砲迫撃により遮断され撃退された。その後、北朝鮮軍は敵前での昼間渡河を敢行するも、国連軍の航空攻撃と弾幕により惨憺たる結果に終わり失敗した。
8月14日に再度、竜浦橋付近で北朝鮮第25・第27連隊が渡河したがこの攻撃も失敗し、第25・第27連隊は再起不能の損害を受けた。

### 杞渓・安康・浦項の戦い（東部戦線）

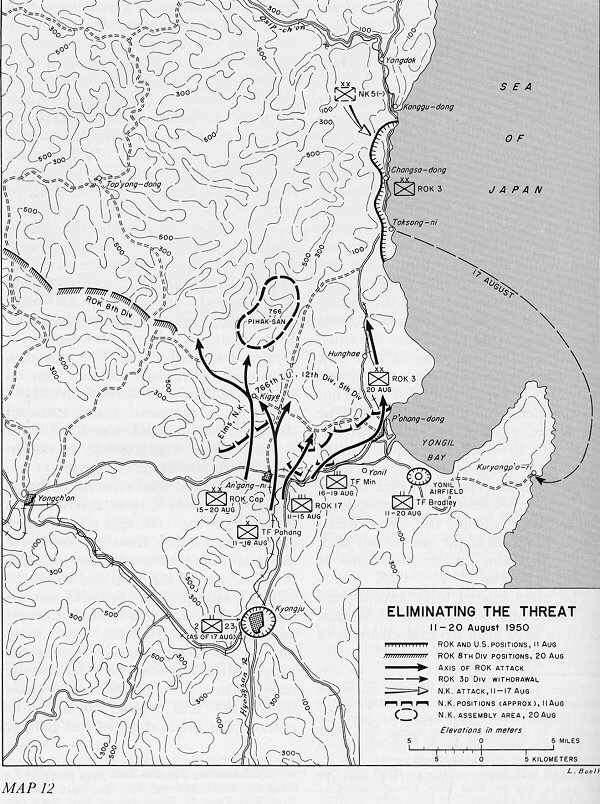
8月11日から20日の韓国軍の動き。

韓国軍が守る東北部戦線では、東海岸の盈徳を防御する韓国第3師団（金錫源准将、8月6日に着任）と青松を守備する首都師団（白仁燁大佐）とのあいだに戦力の通過は難しいと判断された急峻な山岳地帯があった。
8月8日、北朝鮮第12師団がここから30キロメートル侵入して東北部戦線に大きな穴を開けた。北朝鮮軍は杞渓、興海に達し、盈徳の南方は遮断され韓国第3師団は孤立した。第8軍はこの危機に対しアメリカ第9連隊第3大隊を基幹としてブラッドレー支隊を編成し、浦項の南側で延日飛行場の確保が命じられた。
延日飛行場にはアメリカ軍第5空軍がF-51戦闘爆撃機2個中隊を展開していたが、飛行場を警備していた部隊は他に転用されていた。この飛行場を失うことは対地上支援に大きな影響があった。北朝鮮軍が延日飛行場に接近したため、F-51は夜間に日本に待避した。延日のF-51は離陸したのち主脚を引き込む暇がないほどの近距離で反復支援攻撃を行った。マッカーサーの中止勧告があったにもかかわらず、第5空軍は8月13日に九州の築城基地へ飛行隊を避難させた。
8月13日、首都師団による逆襲が開始され、18日には杞渓を奪回した。浦項にはアメリカ軍により徹底的な艦砲射撃と爆撃が行われた。8月13日に兵員630名で浦項に侵入した北朝鮮第12師団第1連隊第2大隊が、8月18日には兵員20名まで減少していたほどで、廃墟と化した市街は、大邱の正面から転用された韓国軍閔支隊とブラッドレー支隊により8月18日に無血で奪回された。
浦項から杞渓の北朝鮮軍は一掃され戦線は整理された。ブラッドレー支隊は8月20日で解散した。延日飛行場にはアメリカ第9連隊第3大隊が警備部隊として残り、閔支隊は大邱に移動した。

#### 長沙洞の海上撤退
韓国第3師団は盈徳南方の興海を占領されると退路を完全に遮断され、長沙洞付近の南北11キロメートルのエリアに包囲されてしまった。海・空から援護が行われたが、第8軍はこれを陸路で救出することが出来ず、海上からの撤退が決意された。第8軍は北朝鮮軍に対し意図を秘匿したまま、8月16日夜から17日朝にかけてLST（戦車揚陸艦）4隻により韓国第3師団約9,000人の将兵のほか、警察官、難民など約2千人を収容した。

### ボウリング場の戦い（多富洞の戦い）

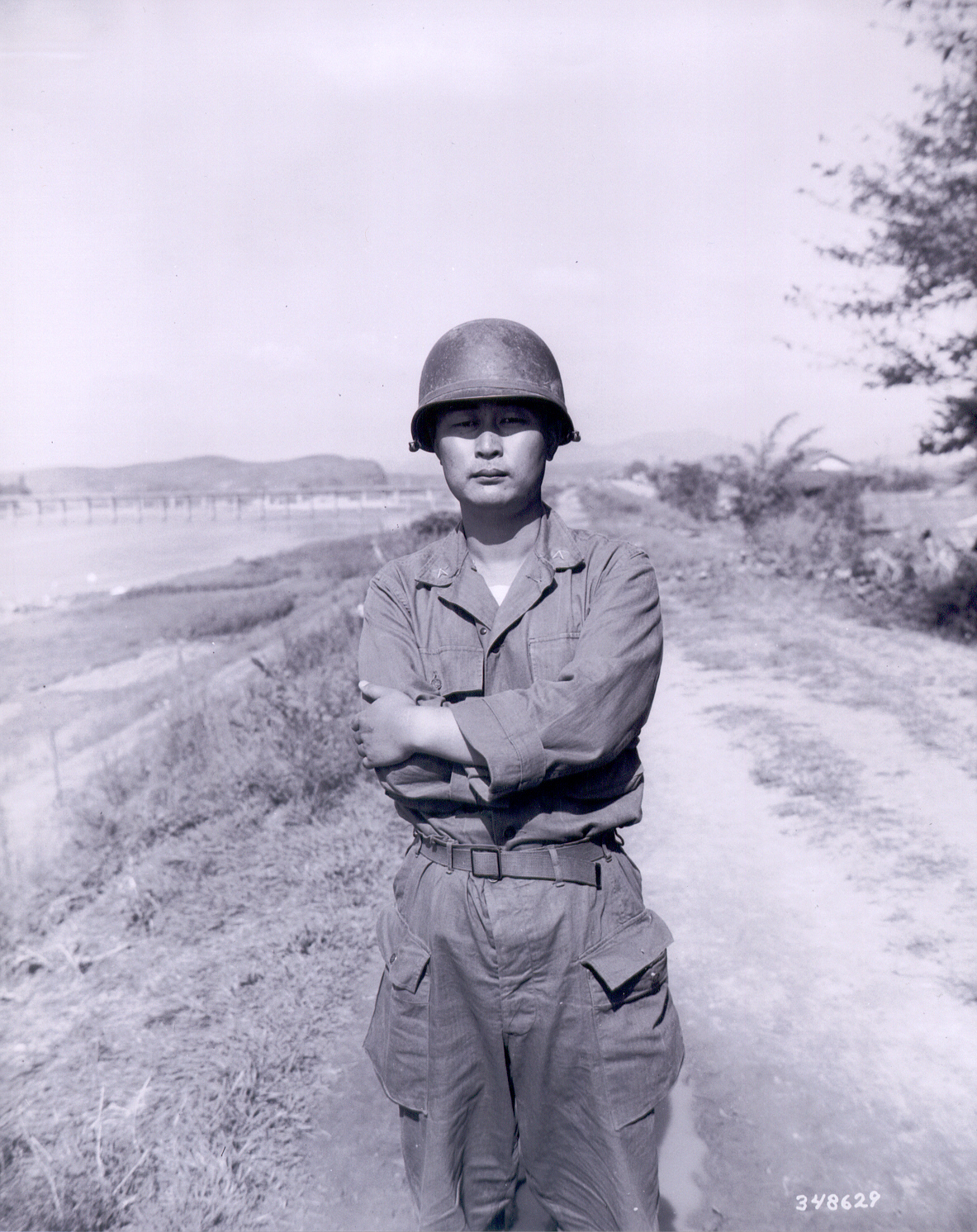
白善燁（1950年9月17日撮影）

韓国第1師団は北朝鮮軍に対する遅滞戦闘を7月24日まで続けていたが、北朝鮮第15師団の出現による戦線整理で後退した。7月25日に韓国第2軍団隷下で再編成を行い6,000名規模の兵力となり、師団長の白善燁は大佐から准将に昇進した。その後、第1師団は釜山橋頭堡に後退して、倭舘北側から洛井里にかけての洛東江岸を占領し、釜山円陣の守備に就いた。南から第15連隊（崔榮喜大佐）、第11連隊（金東斌大佐）、第12連隊（朴基丙大佐、金點坤中佐）を配備し、五常学校に司令部を置いた。しかし北朝鮮第13師団、第15師団の攻勢で師団は後退した。
8月6日頃、白准将は大邱防衛の抵抗線を定めるにあたり、北朝鮮軍の進軍ルートを大邱の中心部から北へ28キロメートルほどの山間の集落、多富洞（タブドン）の隘路と予測し、第1騎兵師団が担当する倭館の303高地（鵲烏山）からはじまりおよそ20キロメートルの防御線を決定した。韓国第1師団の正面には、北朝鮮第13師団、第15師団の全力、第105戦車師団の主力が指向し、のちに北朝鮮第1師団の一部と第3師団の主力が追加された。さらに金泉には第2師団が集結中であり、韓国第1師団は4個師団以上の北朝鮮軍を受け持つことになった。戦力比は兵力は3倍、火力は4倍、さらに火砲の性能や戦車の有無を考慮すれば6～7倍の戦力差があり、北朝鮮軍が優勢であった。
この戦線を突破すれば大邱まで6時間以内の距離で、大邱の陥落は釜山円陣内の環状交通網を分断し、釜山橋頭堡そのものを崩壊させかねなかった。韓国第1師団は8月13日に現地に展開し、多富洞から南に8キロメートルの東明国民学校に司令部を置いた。8月中旬から激しい戦闘が続き、高地の取り合いにより戦線は前後した。
韓国軍は火力に乏しく北朝鮮軍数個師団の攻撃に苦しみ、第8軍に繰り返し増援要請を出していた。8月17日、霊山での戦いを終えたアメリカ第27連隊が大邱を経由し多富洞に急遽移動した。第27連隊のマイケレス中佐は大邱で第8軍ウォーカー中将の直接命令を受けていた。マイケレス中佐の部隊は第27連隊を中核として戦闘団を形成しており、完全編成の歩兵3個大隊、第73戦車大隊C中隊（M26パーシング23輌）、第37野砲大隊（155 mm 榴弾砲12門）、第8野砲大隊（105 mm 榴弾砲12門）、弾薬も無制限に使用できた。専属の戦術航空統制班が配属されており、韓国第1師団よりも強力な戦力を持つ連隊戦闘団であった。

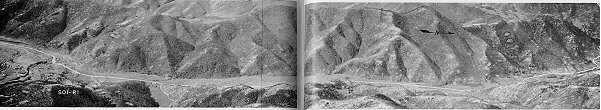
多富洞の隘路を見下ろす。

白准将とマイケレス中佐は共同して陣地を構成し、谷間の左右に韓国軍、谷底の幅1キロメートルほどの正面にアメリカ軍が陣地を構えた。これは朝鮮戦争で最初の米韓連合の作戦で、アメリカ軍が韓国軍を指揮するものではなく、韓国軍師団にアメリカ軍連隊が配属された対等な立場での増援だった。
8月18日夜から北朝鮮第13師団が攻撃を開始、戦車を先頭に激しい攻撃が繰り返された。狭い谷間で開戦以来初めての戦車対戦車の戦闘が行われた。道路上を前進してくるT-34-85の発砲音が谷間にこだまし通過する列車のような音を立て、砲弾が飛翔し炸裂する様からこの戦場は「ボウリング場」と呼ばれるようになった。昼は第5空軍による空爆により北朝鮮軍の行動が抑えられ、夜は北朝鮮軍が攻撃というパターンが七日間繰り返された。
8月19日、北朝鮮の攻勢が多富洞に向いていると判断した第8軍ウォーカー中将は第23連隊を増派し、第27連隊の後方に縦深陣地を築いた。19日夜半には韓国軍第8師団第10連隊（高根弘中佐）の先遣隊である第2大隊（金淳基少佐）も増援された。白准将は配備を明日にし、第2大隊は東明学校の校庭に露営した。
8月20日1時頃、架山方面から北朝鮮第1師団第14連隊が浸透し、師団司令部を襲撃した。白准将の指示で第2大隊は敵部隊を撃退した。また同日、北朝鮮第15師団が義山方面に転進した。

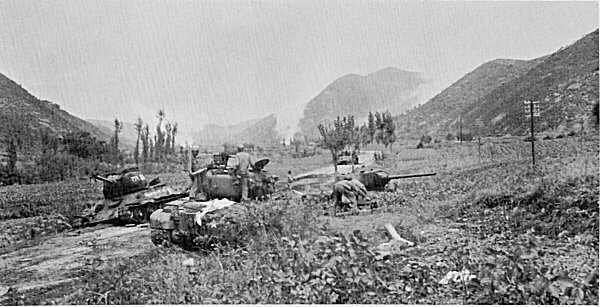
放棄された北朝鮮軍戦車を横目に前進するアメリカ軍戦車。8月21日撮影

8月21日、アメリカ第27連隊の左翼側に布陣していた韓国軍1個大隊が無断で撤退する事態になり、戦線が崩壊しかかった。白准将はマラリアの高熱がありながらも自ら督戦し、突撃に参加し高地を奪回した。夜、北朝鮮軍が大夜襲を仕掛けたが、アメリカ第27連隊が撃退した。

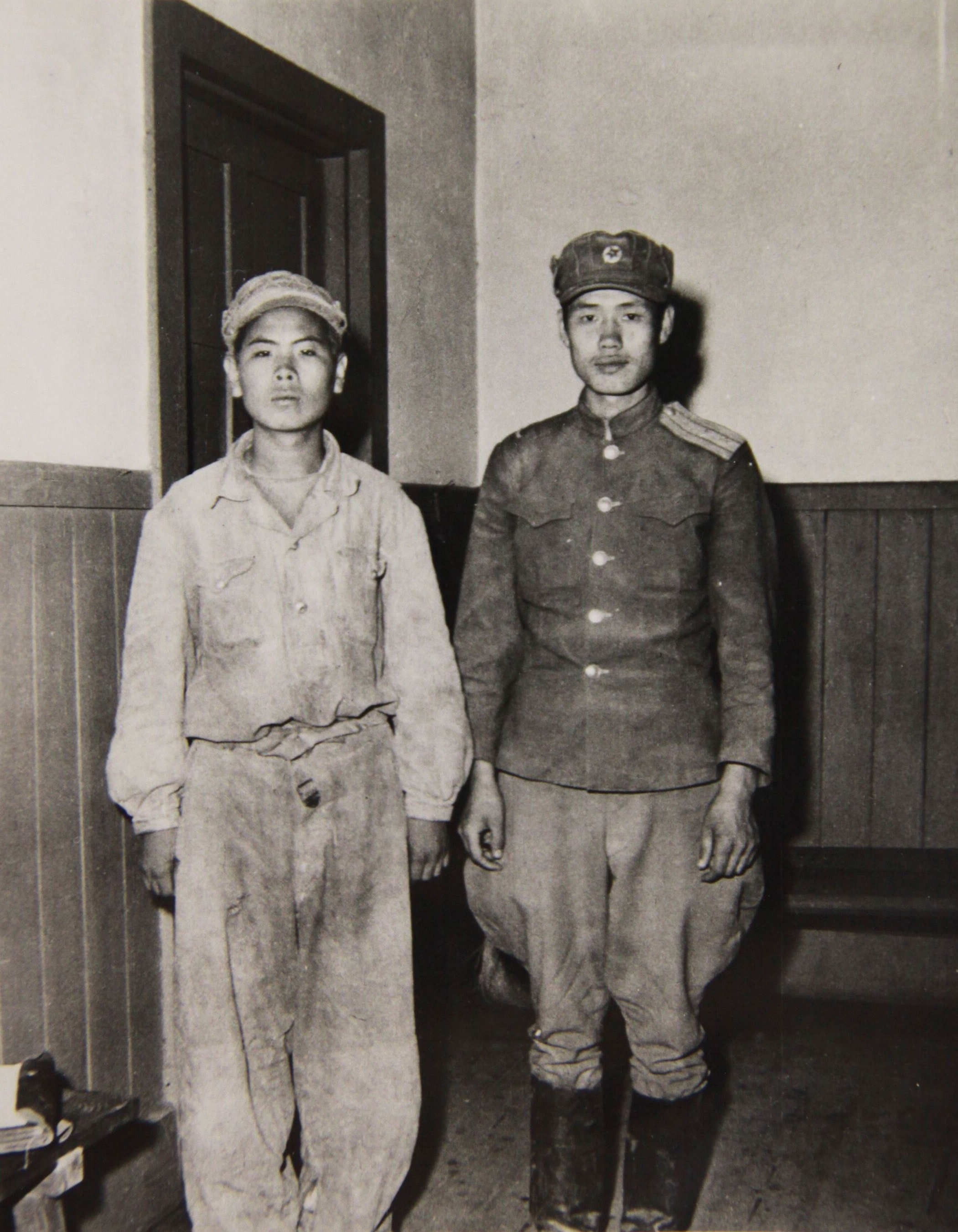
投降直後の鄭鳳旭と従兵

8月22日、韓国第15連隊が河岸の堤防を確保。韓国第11連隊に北朝鮮第13師団砲兵指揮官の鄭鳳旭中佐が投降した。鄭の供述や所持していた作戦図によって砲兵陣地が明らかになり、アメリカ空軍と105ミリ砲によって破壊した。
8月23日、北朝鮮第14連隊が架山方面から浸透、アメリカ第23連隊と砲兵部隊の陣地を襲撃した。第23連隊は数次の夜襲を撃退し、夜が明けると第5空軍の支援と共に反撃し、重装備を持たない北朝鮮軍を撃破した。午後に第10連隊主力が到着。さらに韓国第12連隊が夜間攻撃を行い、遊鶴山を奪回した。
8月27日、韓国第10連隊が架山一帯に浸透した北朝鮮第14連隊を撃滅。
8月30日、韓国第1師団は陣地をアメリカ第1騎兵師団に引き継いだ後、新寧の陣地に移動した。

### 303高地の虐殺

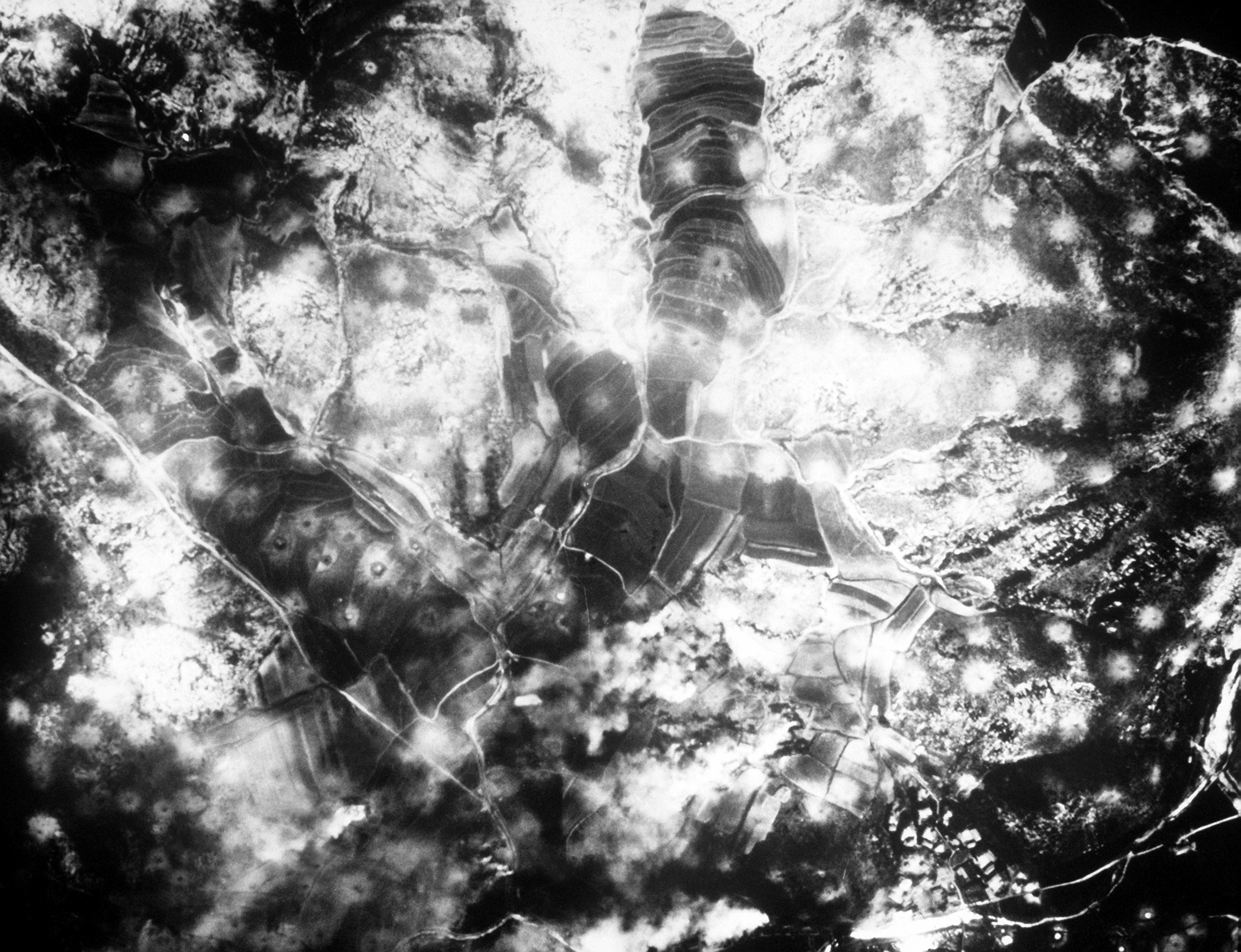
倭館近郊への絨毯爆撃

倭館邑北側の303高地（鵲烏山）は倭館市街や交通を見渡せる拠点で、アメリカ第5騎兵連隊第2大隊（ジョンソン中佐(en)）が防御していたが、北朝鮮第3師団により山頂のG中隊と山麓の迫撃砲中隊が包囲された。
第8軍は倭館西北で北朝鮮軍が集結している情報を得たが、これにたいして打つ手が無く、B-29爆撃機による絨毯爆撃を要求した。誤爆を恐れた空軍により、まずは洛東江西岸への爆撃が行われた。すでに北朝鮮軍は渡河を終えていたために、北朝鮮軍の砲撃が衰えた以外の戦果は確認できなかった。
この絨毯爆撃が行われた8月16日の夜、303高地のG中隊は包囲を破って脱出したが、迫撃砲小隊は行方不明になった。8月17日午後にアメリカ軍が山頂を奪取すると、電線で後ろ手に数珠つなぎにされた状態で射殺された捕虜41名（うち26名が迫撃砲小隊）の遺体を発見した。8月18日には撃破されたM26パーシング2輌の乗員が捕虜になったのちに射殺された。この事態にマッカーサー元帥は北朝鮮軍の行為を強く非難し、北朝鮮軍高官に宛てたリーフレットを輸送機から空中散布した。

## 9月の攻防戦

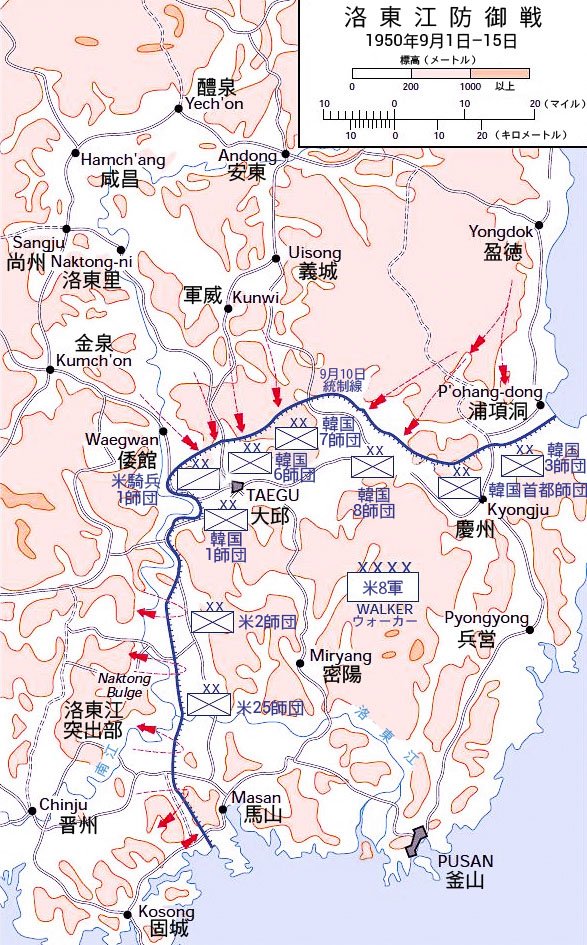
1950年9月の戦線

北朝鮮軍の9月攻勢は8月31日深夜から9月中旬まで行われた。8月攻勢と同じく攻勢正面を限定せず各方面で同時に攻撃を行い、突破に成功した場所から戦果を拡張していく方針であった。これは、一部に戦力が集中すると絨毯爆撃の標的になりやすく、糧秣も現地調達であることから兵士が集結すると物資が枯渇するためだった。
北朝鮮軍の8月攻勢は撃退され、アメリカ本土からの増援が到着する前に釜山を攻略する目標は達成されなかった。しかし勝敗が決したわけでもなく、北朝鮮軍が余勢に駆った攻撃を仕掛けてくることを予期し、国連軍は戦線を整理しアメリカ第24歩兵師団を新着の第2歩兵師団と交替させ、仁川上陸作戦に呼応した攻勢の準備も進めた。
アメリカ軍は日増しに補充され、8月29日には香港駐留のイギリス第27旅団（コード准将）が釜山に到着した。
韓国軍も大邱や釜山において街頭での直接徴募を行い、10日間の即席教育で毎日1,000人が各師団に補充された。士官も、5年制の中学以上を卒業したものや、下士官、軍歴2年以上のものなどから選抜され、速成教育を受けて毎週250名が士官学校を卒業した。これらの韓国軍兵士はそのままアメリカ第8軍に編入され、アメリカ軍の戦力回復を助けた。国連軍は兵士の数で二倍、戦車は北朝鮮軍の100輌に対し600輌を配備しており、これには新型のM46パットンも含まれていた。

### 北朝鮮第1軍団の攻撃
8月31日午後11時30分、南部正面で北朝鮮第1軍団が攻撃を開始。アメリカ第2歩兵師団が守備していた霊山正面では幅10キロメートル、深さ13キロメートルを突破され、霊山と昌寧の間が分断された。アメリカ第25歩兵師団の馬山正面では北朝鮮第6師団が幅5キロメートル、深さ4キロメートルを突破、中央のアメリカ第24連隊は壊乱した。
予備隊を持たないキーン少将は8月31日夜に多富洞から馬山に移動してきていた第27連隊の投入を要求した。しかしT-34を43輌ともなった北朝鮮第9師団が洛東江突出部を突破し霊山に迫っていたため、ウォーカーはより危険であると判断した霊山に軍の反撃正面を定めた。第25歩兵師団も崩壊の瀬戸際にあったが、第27連隊の投入はウォーカー中将に拒まれた。

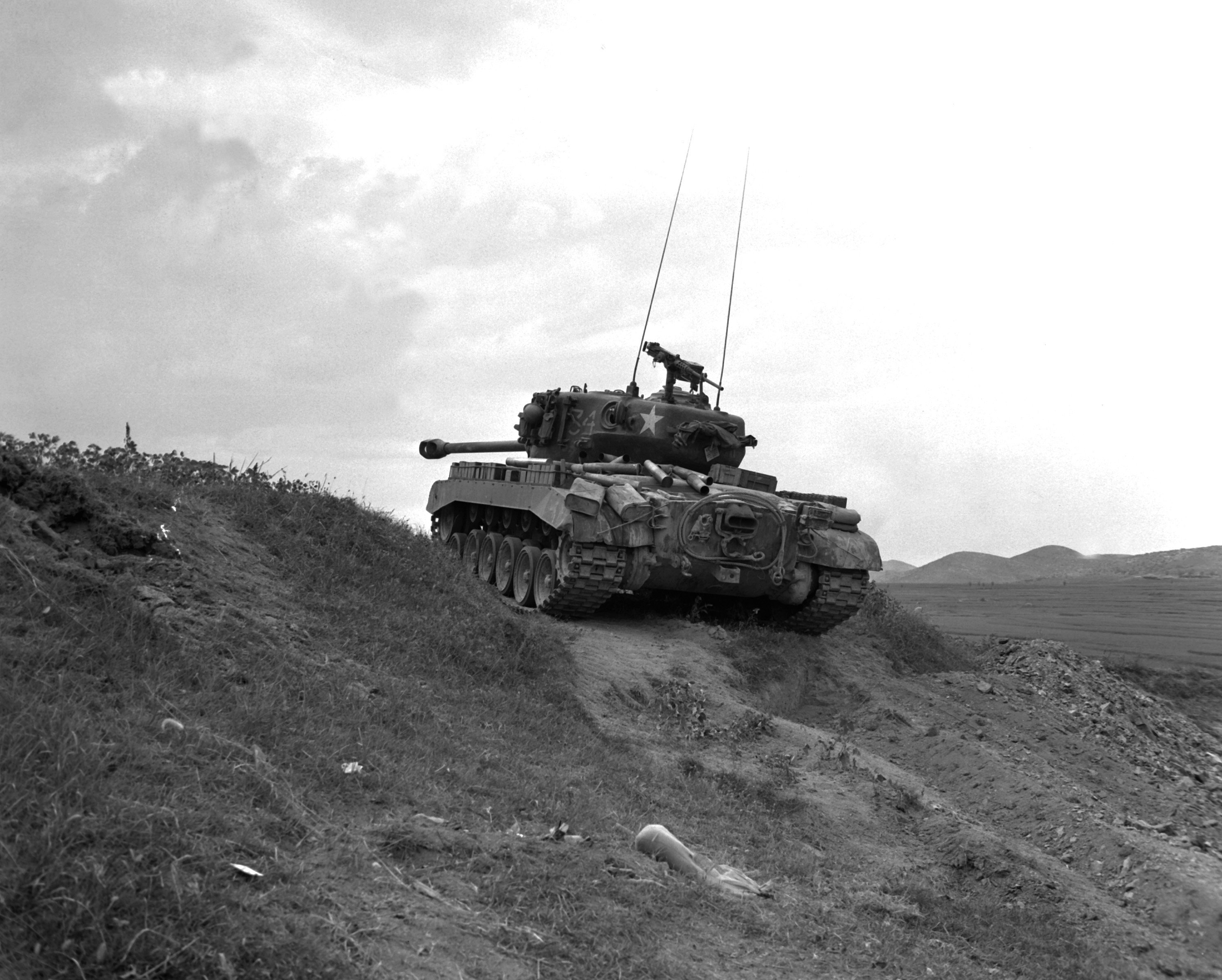
洛東江で海兵隊を支援するM-26戦車。9月3日撮影。

ウォーカー中将は霊山への海兵隊の投入を決意。マッカーサー将軍の承認を待たずに、仁川上陸作戦で第一陣をつとめることが決まっていた第5海兵連隊を移動させた。キーン少将も第25歩兵師団が崩壊の危機に至ると、事後承認で第27連隊を反撃に用い、主抵抗線の一部を奪回した。
ウォーカー中将が第5海兵連隊を霊山の戦線に投入したことに仁川上陸作戦の準備をしていた第1海兵師団オリバー・ P・スミス少将(en)が強く反発し、第24歩兵師団と交替することが決定したが、前線が崩壊することを恐れたウォーカー中将が強く懇願し、9月5日の夜まで海兵隊を使うことが出来るようになった。
9月5日は朝鮮戦争でアメリカ軍がもっとも大きな損害を受けた日で、戦死・戦傷・行方不明がアメリカ陸軍と海兵隊の合計で1,245名発生した。海兵隊の3日間にわたる逆襲で、5日には霊山正面の戦線の状況は好転して、6日からは第9連隊が陣地を引き継いだ。第5海兵連隊は仁川上陸作戦のために釜山に向かった。
その後もアメリカ第23連隊が守る昌寧では北朝鮮第2師団により激しい攻撃が行われたが、9月9日で下火になった。

### 北朝鮮第2軍団の攻撃
多富洞正面の第8騎兵連隊に、北朝鮮第13師団第19連隊作戦主任・金成俊少佐が投降し、北朝鮮第2軍団の攻撃計画を暴露した。
9月2日午後6時、金少佐の情報通り、北部正面で北朝鮮第2軍団が攻撃を開始。第8軍では全軍に警報を発していたが、各地で戦線を突破された。韓国軍が担当する戦線では2個師団に韓国第8師団が突破された。

#### 多富洞の戦い

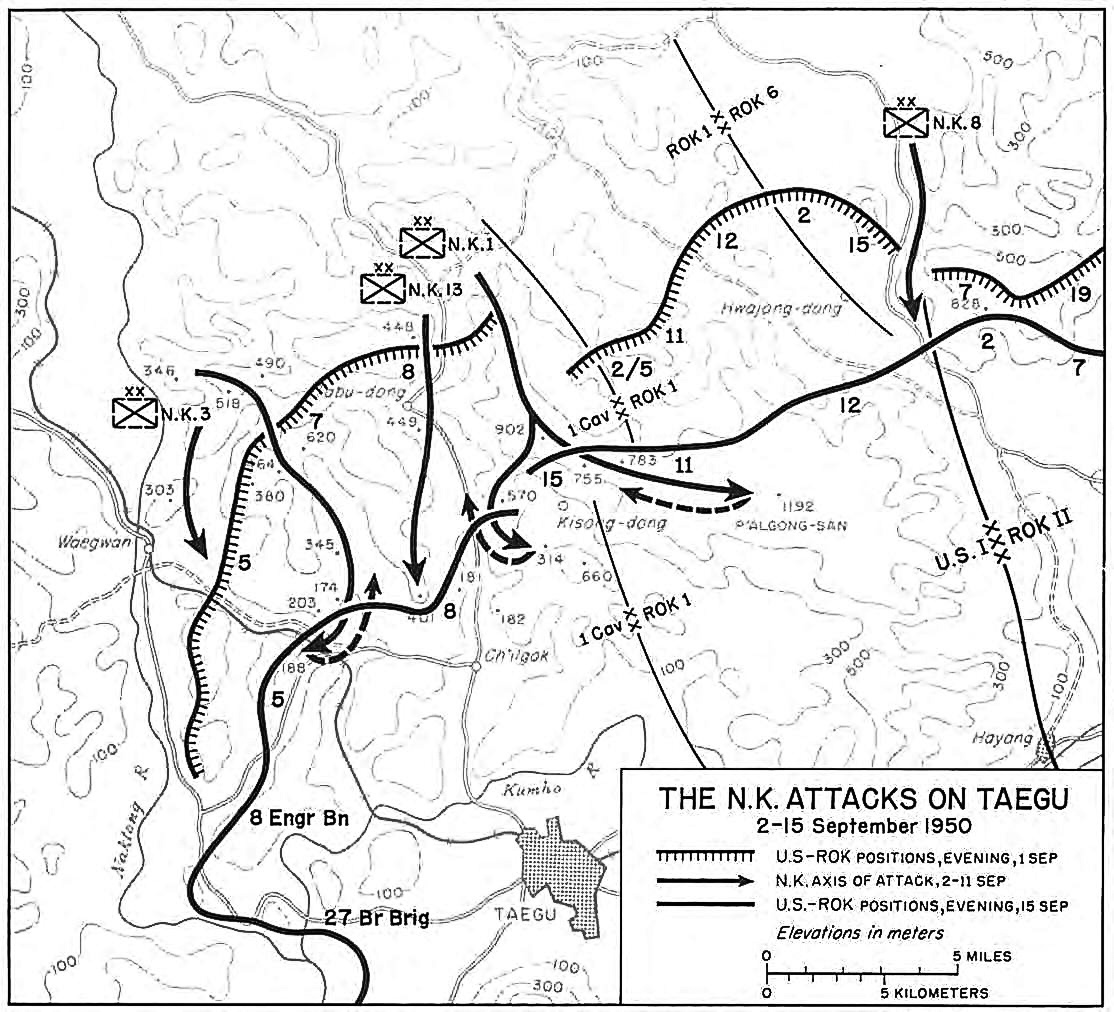
9月2日から15日までの大邱北方の戦線の移動

9月2日、戦線は崩壊直前の様相を呈していた。霊山への攻撃に対するけん制のために第1騎兵師団が逆襲に出たが、北朝鮮第3師団、第13師団、第1師団が第1騎兵師団を退却させ、多富洞を占領し大邱に迫った。第1騎兵師団は大邱の北、東明で戦線を維持した。

#### 永川の戦い
北朝鮮第15師団は北部戦線の要衝、永川（ヨンチョン）の韓国第8師団に攻撃を開始した。永川は道路と鉄道の集約点であり、北朝鮮軍が占領すれば大邱、慶州への進出が可能となるばかりか、韓国第1軍団、第2軍団が分離され、国連軍の補給路も遮断されることになる。韓国軍は第2軍団長の劉載興准将に第8師団も併せて指揮させた。劉准将は永川西方で戦闘中の第1師団、第6師団から1個連隊ずつ抽出し、丁参謀総長と共にウォーカー中将に戦車部隊を要請した。ウォーカー中将は1日だけ戦車小隊を韓国軍に回した。
第8師団は防御に努めたものの永川は9月6日未明に占領された。しかし師団工兵隊とM46パットン1個小隊が投入され永川は奪回された。韓国軍は永川の南4キロメートルで防御線を築き、永川の争奪戦を繰り広げながら反撃体制を整えた。9月9日に劉准将の指揮の下、総反撃が開始、韓国第8師団、第19連隊、第11連隊による包囲攻撃により北朝鮮第15師団は壊滅し、9月13日には戦線をほぼ回復した。

### 南侵限界
ウォーカー中将はこの9月攻勢の最初の1週間をのちに「恐るべき七日間」と回想した。9月攻勢により第8軍では韓国からの撤退すら議論された。ウォーカー中将は大邱にとどまって指揮を続けていたが、釜山の第8軍後方担当司令部は釜山北方の水萊に待避させた。釜山では防御陣地の構築が始まり市民はパニックになった。
仁川沖で北朝鮮本土の爆撃を行っていた第7艦隊（フィリピン・シー、ヴァリー・フォージ基幹）も朝鮮海峡に全速力で引き返し、第5空軍と共に近接支援に参加した。
9月10日、大邱で北朝鮮第1師団と第13師団の攻勢が撃退された。9月11日、慶州を攻める第13師団も後退を開始した。9月12日には全前線で国連軍の優位が確認された。北朝鮮軍の9月攻勢は、9月14日にはほぼ終息し、北朝鮮軍は各所で撃退され攻撃衝力を失っていった。

## 長沙洞の奇襲上陸
朝鮮半島東岸の延日飛行場には北朝鮮第5師団が至近まで進出してきており、空軍部隊は日本に待避していた。攻勢転移にあたり延日飛行場への脅威を排除することは重要な任務であった。韓国第1軍団は、担当する韓国第3師団が北朝鮮第5師団を正面から撃破するのは困難だと考え、密陽（ミリャン）でゲリラ討伐にあたっていた密陽大隊を北朝鮮第5師団後方に隠密上陸させることとした。捕獲した共産圏の武器を装備した密陽大隊は9月15日午前2時、韓国海軍の手により長沙洞海岸に上陸、東海岸道を遮断したが、攻勢開始前でもあり、また敵主力にも近かったため、たちまち上陸点まで撃退された。
アメリカ海軍が急行し、包囲され円陣を組む密陽大隊の回りに艦砲射撃を行ったが事態は好転せず、16日、17日と円陣を確保したが死傷者が続出して全滅も予期されたため、18日未明にアメリカ海軍のLSTが725名を救出した。この上陸作戦は実行したタイミングも悪く戦果はなかったが、北朝鮮軍1個大隊以上を吸引し、北朝鮮軍に心理的な影響を与えた。

## スレッジハンマー作戦

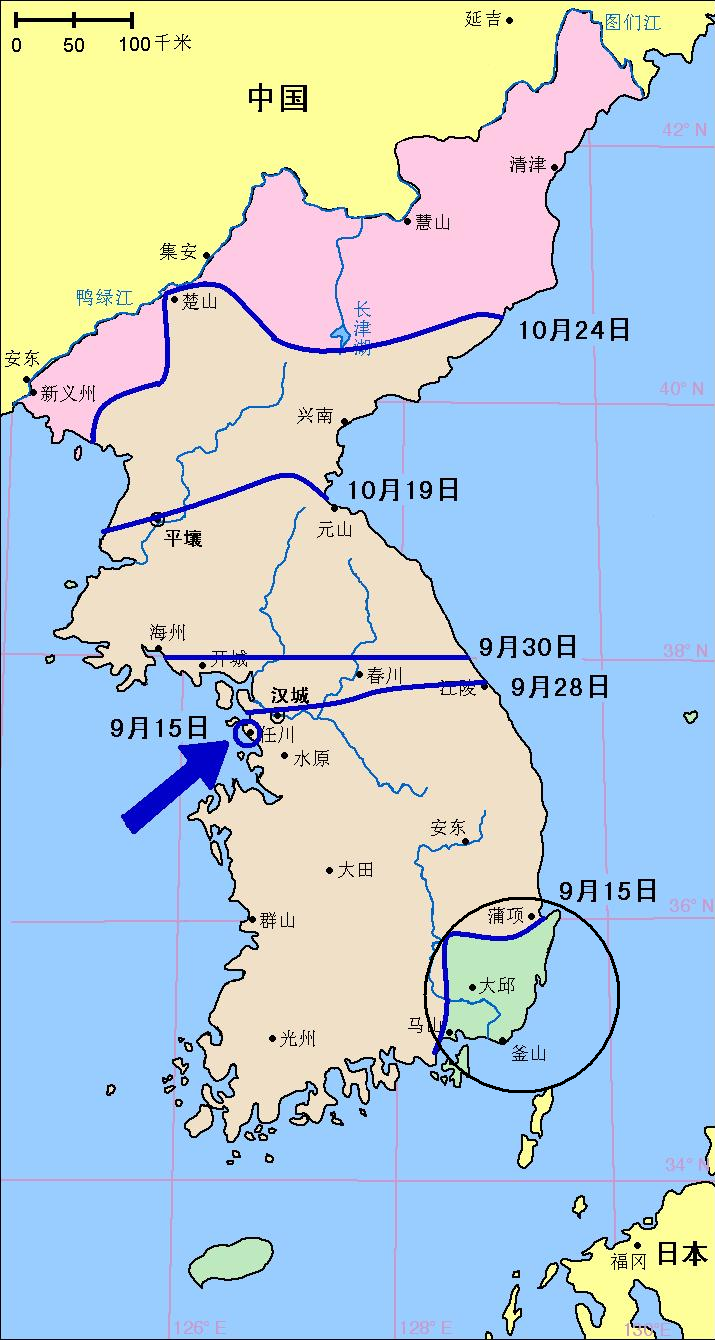
朝鮮半島南東部の円内緑色の部分が釜山橋頭堡、朝鮮半島西側の青矢印が上陸作戦を行った仁川を示す。

9月15日夜、仁川上陸作戦の成功を確認したウォーカー中将から第8軍に「スレッジハンマー作戦」が下達され、16日午前0時に発動が命令された。攻撃開始は全前線で午前9時から予定されていたが、折からの土砂降りの雨と垂れ込めた雨雲を利用した北朝鮮軍が各所で攻撃に出たため、航空攻撃の支援も砲兵による射撃も出来ず、各陣地で防御戦闘が行われた。そのため攻勢は進展しなかった。しかし、韓国第1師団第1連隊が大邱を一望する高所を奪取し、2週間にわたり膠着状態だった霊山の戦線でアメリカ第2歩兵師団の攻撃が北朝鮮軍を後退させ、後退中の北朝鮮第2師団に大打撃を与え洛東江の渡河点を奪取した。攻勢初日は2か所で局地的成功があったものの、全体としては大きな進展はなかった。
攻勢二日目の9月17日も全体に変化はなかったが、マッカーサーは仁川上陸作戦の直後には洛東江岸の北朝鮮軍は一気に崩壊すると予想していた。しかし第8軍の攻勢に大きな進展はなく、作戦の成功に不安を覚えたマッカーサーによりダヴィッドソン線への後退と郡山上陸作戦も検討されたが、北朝鮮軍の逆襲が減少した報告を受けこの時は実行されなかった。北朝鮮軍内では仁川上陸作戦はひた隠しにされ、事実を知らされていない各前線部隊では戦意が衰えていなかった。

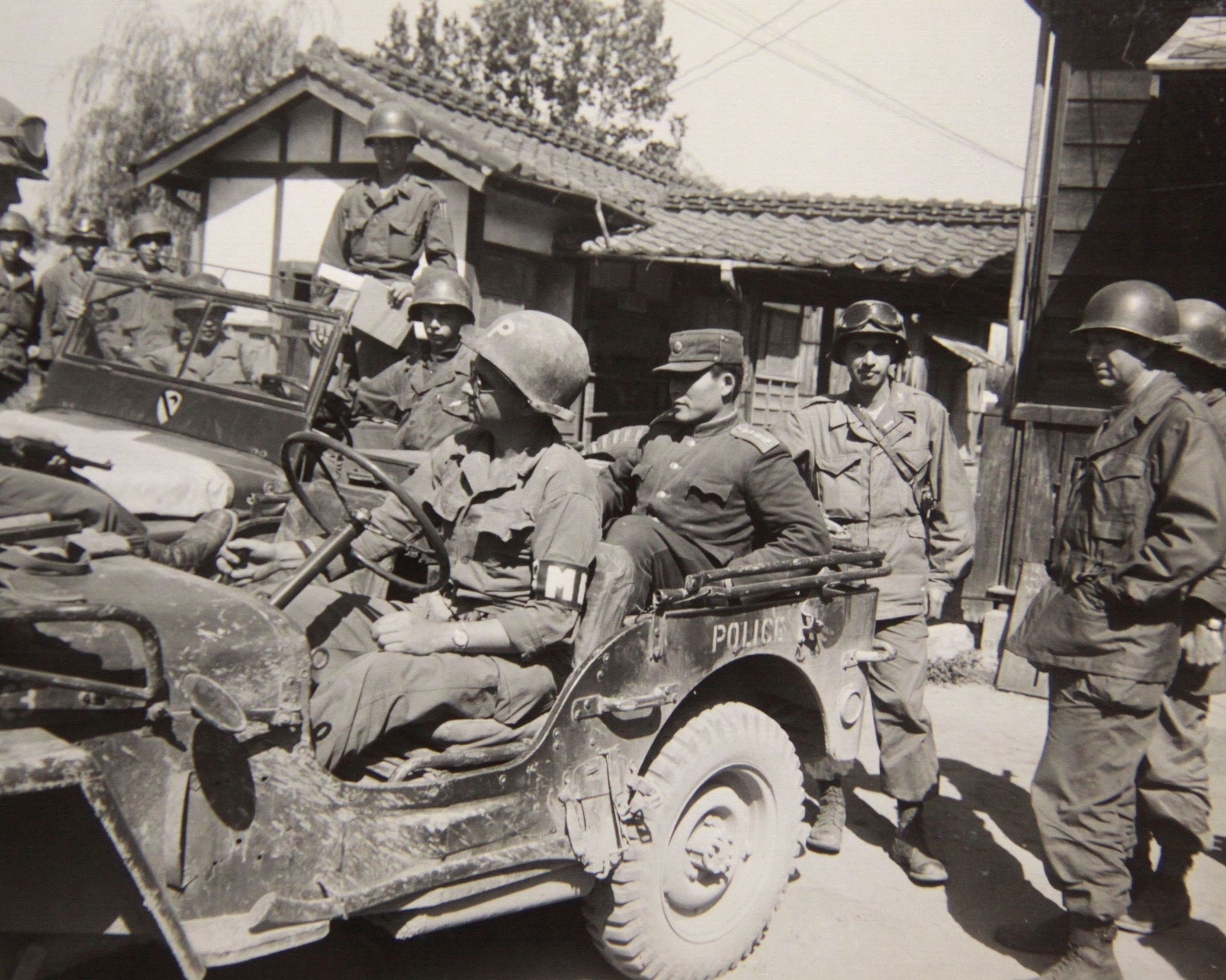
投降直後の李学九

攻勢三日目の9月18日、各地で激戦となり、韓国第1師団が多富洞北方で進出し、北朝鮮第1師団および第13師団の退路を遮断した。アメリカ第24歩兵師団とアメリカ第2歩兵師団も洛東江の渡河を成功させた。固守を命じられた北朝鮮軍は頑強に抵抗したが、攻勢四日目の9月19日、朝鮮半島東海岸では韓国第3師団が浦項を奪回した。多富洞南方ではアメリカ第8騎兵連隊に北朝鮮軍第13師団参謀長の李学九大佐が投降した。李学九と他捕虜の証言から北朝鮮第2軍団が後退と防御を命じたことが確認され、第8軍はマッカーサーに、突破がまもなく成功すると連絡した。
9月22日、北朝鮮軍は局所的には激しい抵抗を続けていたが、ウォーカー中将は第8軍への総反撃を命令した。第8軍は38度線への進出を開始し、潰走する北朝鮮軍への包囲、追撃が各地で行われた。第8軍は北朝鮮軍の後退路を遮断し、脱出をこころみる北朝鮮軍が三々五々に捕捉された。9月26日、大邱より北に進撃した第1騎兵師団は烏山（オサン）で第10軍団と合流。9月28日にはアメリカ第24歩兵師団が80日前に失った大田（テジョン）に突入した。韓国第3師団は艦砲射撃、航空支援のもと東海岸を北進し盈徳（ヨンドク）に到達、9月30日には38度線の南5キロメートルに達した。

## 北朝鮮軍の行動
仁川上陸作戦が行われると、北朝鮮軍司令官の金策大将は上陸部隊の撃破を意図し第105機甲師団や第87連隊を投入した。しかし9月18日には金浦飛行場が奪取されるなど、上陸部隊の撃破は困難で洛東江戦線の維持そのものが不可能であることも判明した。18日夜、金策は朝鮮半島南端に達していた北朝鮮第1軍団から後退を命じ、北部戦線の第2軍団にはあらためて戦線の固守させて新戦線の構築をこころみた。だが、北朝鮮第1軍団の後退路上にある倭館が19日夜に陥落、20日夜に多富洞の防御が崩壊したことで混乱に陥った。19日には北朝鮮第2軍団の右翼でも2個師団が崩壊した。
兵站が続かず飢餓に悩まされた北朝鮮軍は攻撃の最後列に督戦隊を配置し、兵士を射殺するなどの強硬手段で部隊を維持していた。金策は前線部隊に仁川上陸作戦を隠したままで、9月15日ごろまで北朝鮮軍兵士が国連軍に捕虜として収容されることは少なかった。しかし9月21日ごろに北朝鮮軍全体で仁川上陸作戦の情報が知れ渡ると、多くが朝鮮半島南部で強制徴募された兵士であった北朝鮮軍の統制は急速に崩壊。洛東江戦線の崩壊と後退路の遮断が進むにつれ、50人、100人単位で国連軍に投降するようになり、9月30日までに1万人以上が収容された。9月23日、戦線の収拾が不可能であることをさとった金日成は38度線以北への全軍の後退を命令した。北朝鮮第1軍団は司令部そのものがアメリカ第5騎兵連隊に退路をふさがれ、軍団長の金雄は司令部を解散し数名の幕僚を伴って山中を逃避し北朝鮮にたどり着いた。特に多富洞の戦いで大損害を受けた北朝鮮第13師団では連隊長、参謀長クラスの高位軍人の投降が相次ぎ、10月3日には第19連隊長が部下167人とともに投降した。
北朝鮮軍の占領地では市民、捕虜の虐殺が行われ、各地で婦女子を含む数百人単位の埋葬壕が発見された。晋州では韓国警官、公務員、地主など300人が刑務所ごと焼殺され、原州（ウォンジュ）ではおよそ二千人の市民が無差別に殺傷された。大田近郊では労役に使っていた捕虜、市民を、9月23日から100〜200人単位で連行し、掘らせた壕の前に針金で繋いだまま並べ銃殺した。永同の陥落後、大田での虐殺は28日まで急ピッチで進められ、数千人の韓国兵と一般人、40人のアメリカ軍捕虜が殺害された。
金日成は10月11日に行われたラジオ放送で敗因に
1. 開戦が韓国軍からの奇襲であったためにアメリカ軍などの戦争準備が万端であったこと。
2. 金雄を初めとする軍人達による意図的なサボタージュなど利敵行為。
3. スパイによる報告で南朝鮮に組織された20万人の共産党員がいると信じた北朝鮮は大規模な民衆蜂起を期待して南侵したが、実際には大衆を扇動できるほどの組織は存在せず、釜山橋頭堡内で人民大衆のパルチザン闘争は行われなかった。

などをあげた。

## 北朝鮮軍の損害
いわゆる「釜山円陣（プサンペリメーター）」への総攻撃に北朝鮮が投入した兵力は、総攻撃直前の同年8月31日時点で9万8千人（うち1/3は新兵）であった。
その後、釜山円陣を攻めあぐんでいた北朝鮮軍部隊は、仁川上陸作戦（同年9月15日発動）、国連軍のソウル奪回（同年9月27日。→「第2次ソウルの戦い」）で退路を断たれ、完全包囲に陥った。
ソウル奪回後、38度線を越えて北朝鮮領内に侵攻した国連軍は、同年10月19日に平壌を攻略した。金日成（北朝鮮首相、朝鮮労働党 中央委員会委員長）は、既に平壌を放棄して中華人民共和国との国境である鴨緑江付近に逃れていた。
毛沢東（中華人民共和国主席）の命により、朝鮮戦争に参戦すべく鴨緑江を既に渡っていた中国人民志願軍を率いる彭徳懐と、平壌陥落の翌日である同年10月20日に鴨緑江付近で会談した金日成は、
「釜山円陣を攻撃していた北朝鮮軍部隊は全滅した」
旨を下記のように述べた。
北朝鮮軍の重装備はほぼすべてが失われ、指揮にあたった延安派の軍人は帰還後に敗北の責任を問われ粛清された。
なお、1950年6月24日の朝鮮戦争開戦時に、38度線を越えて韓国に侵攻した北朝鮮軍の総兵力は13万5千人であった。国連軍のソウル奪回（同年9月27日）後に、38度線以北の北朝鮮領内に撤退し得た北朝鮮軍の総兵力は、約1/5の2万5千人−3万人に過ぎなかったとされる。

## 総括

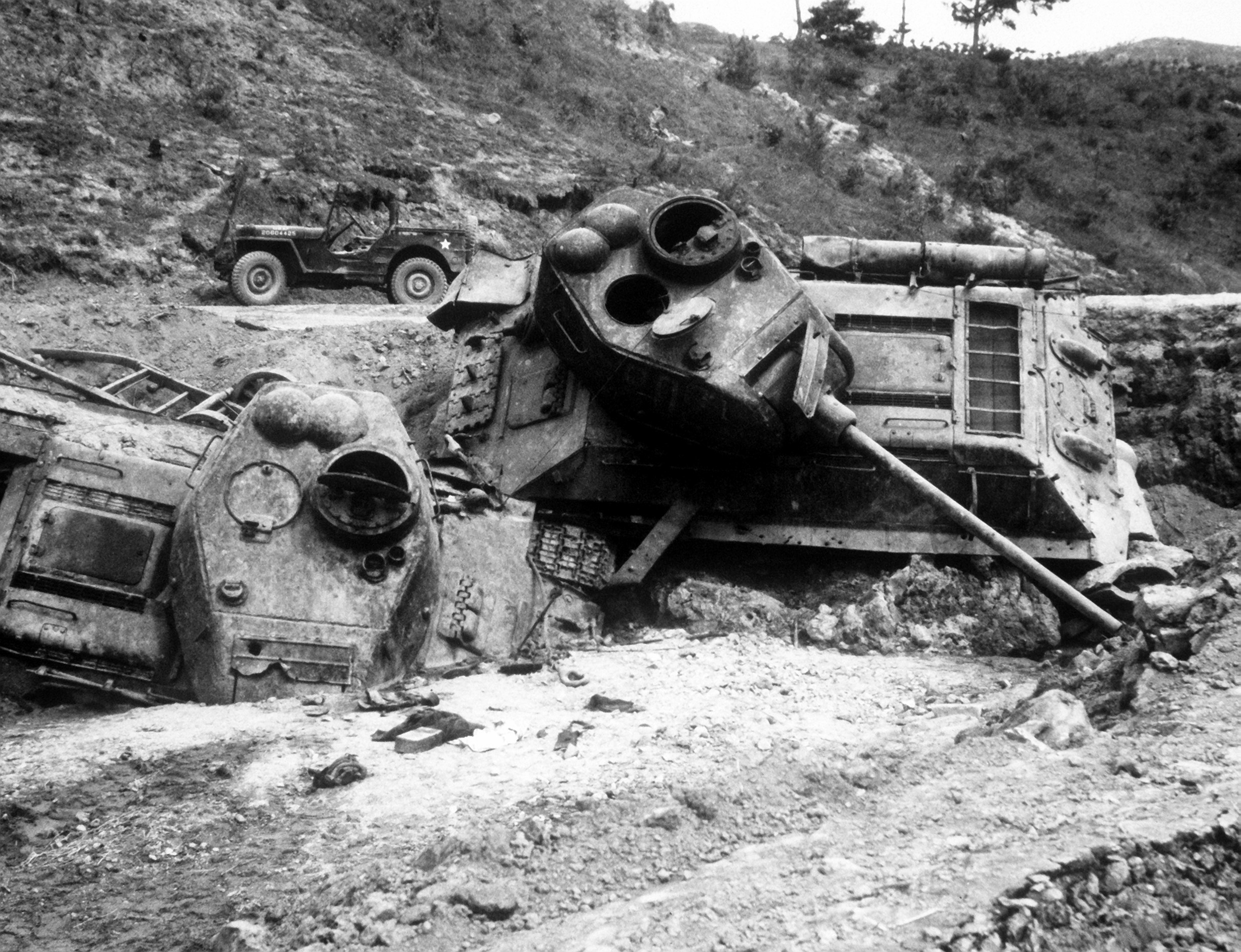
倭館近郊でアメリカ空軍により破壊された北朝鮮軍のT-34

国連軍はそれまでの戦力の逐次投入による受け身の遅滞行動ではなく、北朝鮮軍の強制に依らずに釜山橋頭堡へと後退することで戦線を構築し、敵攻勢正面に対する機動反撃の反復を行い北朝鮮軍の攻撃に耐えた。
戦場では常に2機の戦術航空統制班が在空し、地上からの援助要請に応えた。第5空軍は7月30日の段階でジェット戦闘機F-80を626機、F-51を264機を保有し、日本の板付基地や朝鮮半島東岸の延日飛行場から出撃した。近接支援出撃機数は、7月が4,436機、8月が7,028機、9月が6,219機であり、8月で1個師団あたり1日平均で40機が支援に出撃した。
アメリカ極東空軍は7月から8月の間にジェット戦闘機F-80を装備した6個飛行隊を、低空での行動半径のより長いレシプロ戦闘機F-51に機種改編した。戦闘爆撃機の誘導を行う前線航空管制官は2個飛行隊50機が展開し、制空権を持たない北朝鮮軍に対し昼間の戦闘で大きな効果を上げた。
釜山攻撃に兵力を集中していた北朝鮮軍は後背の占領地に兵力をほとんど配置しておらず、一連の戦闘で策源地となる北朝鮮本土から遮断されることとなった。第8軍と第7歩兵師団はソウルと釜山を連絡する京釜本道を南北から合流することに成功し、北朝鮮軍は朝鮮半島南西部に包囲され壊滅した。